# کیریل آکالسکی
کیریل آکالسکی (بلغاری: Кирил Акалски؛ زادهٔ ۱۷ اکتبر ۱۹۸۵) بازیکن فوتبال اهل بلغارستان است.
از باشگاه‌هایی که در آن بازی کرده است می‌توان به باشگاه فوتبال لفسکی صوفیه اشاره کرد.